# Język ndebele północny
Język ndebele północny (matabele, ndebele, isiNdebele, sindebele) – język afrykański z grupy bantu, podgrupy nguni, używany przez lud Matabele w Zimbabwe. Stanowi historyczny dialekt języka zulu, używanego w Południowej Afryce.